# Bako Ratsifandrihamanana
Bako Ratsifandrihamanana, née le 18 mars 1964, est une nageuse malgache.

## Carrière
Elle participe aux Jeux olympiques d'été de 1980 à Moscou, où elle est éliminée en séries du 100 mètres nage libre et du 100 mètres papillon.
Aux Jeux africains de 1987 à Nairobi, Bako Ratsifandrihamanana remporte la médaille d'or du 100 mètres dos, est médaillée d'argent du 50 mètres nage libre, du 100 mètres brasse, du 200 mètres quatre nages et du 400 mètres quatre nages, et obtient le bronze en 100 mètres nage libre et en 100 mètres papillon. 

## Famille
Elle est la sœur de la nageuse Vola Hanta Ratsifandrihamanana.